# Gamma2 Fornacis
Título a ser usado para criar uma ligação interna é Gamma2 Fornacis.
Gamma2 Fornacis (51 Fornacis) é uma estrela na direção da constelação de Fornax. Possui uma ascensão reta de 02h 49m 54.15s e uma declinação de −27° 56′ 31.3″. Sua magnitude aparente é igual a 5.39. Considerando sua distância de 554 anos-luz em relação à Terra, sua magnitude absoluta é igual a −0.76. Pertence à classe espectral A1V.